# Baseball-Reference.com
Baseball-Reference.com é uma website pertencente a Sports Reference LLC. A website recolhe estatísticas abrangentes sobre as equipes, jogadores, séries e campeonatos de beisebol. Sua informação é atualizada diariamente, de maneira que é apropriado buscar ali as últimas informações sobre um jogador. Por outro lado, contém informações detalhadas sobre cada jogador, desde a sua criação.